# Strobilanthes ramosissima
Strobilanthes ramosissima är en akantusväxtart som beskrevs av John Richard Ironside Wood. Strobilanthes ramosissima ingår i släktet Strobilanthes och familjen akantusväxter. Inga underarter finns listade i Catalogue of Life.